# أرويو كوليبرو (محطة مترو أنفاق مدريد)
أرويو كوليبرو (بالإسبانية: Arroyo Culebro)‏ هي محطة مترو أنفاق في مدريد في إسبانيا، تقع على الخط رقم 12.